# Bhutan Times
Il Bhutan Times è stato il primo giornale privato del Bhutan, ed il secondo più importante del paese dopo il giornale del governo Kuensel. La sua prima edizione, con 32 pagine, fu molto importante per via dell'intervista a Jigme Khesar Namgyal Wangchuck, il re del Bhutan.
La creazione di un giornale privato è riconosciuta come una spinta verso la trasformazione del Bhutan in uno stato democratico. Fino a dicembre 2007 il giornale usciva di domenica, poi gli editori decisero di farlo uscire anche di mercoledì.